# Bönkhausen

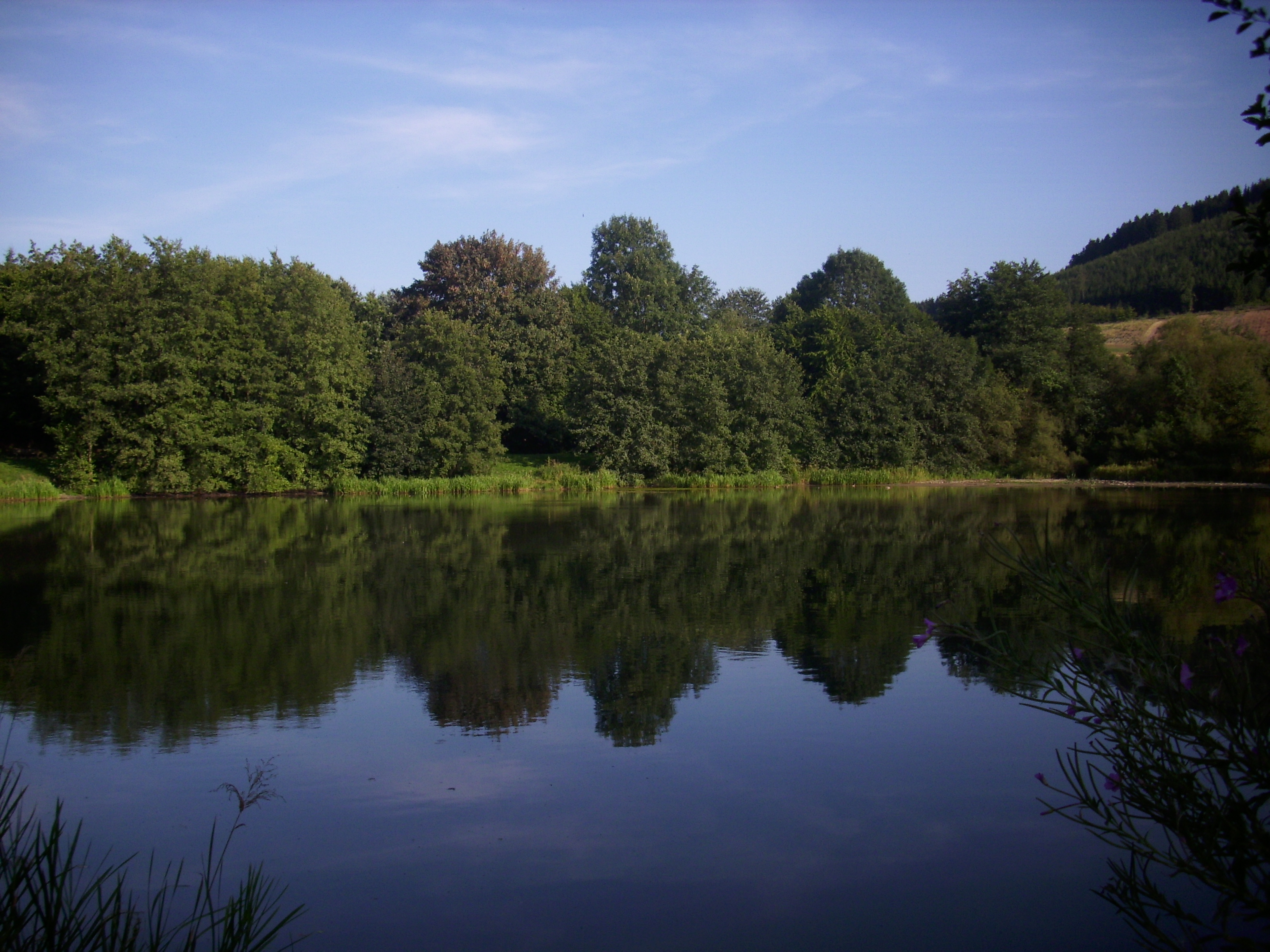
Der Bönkhauser See

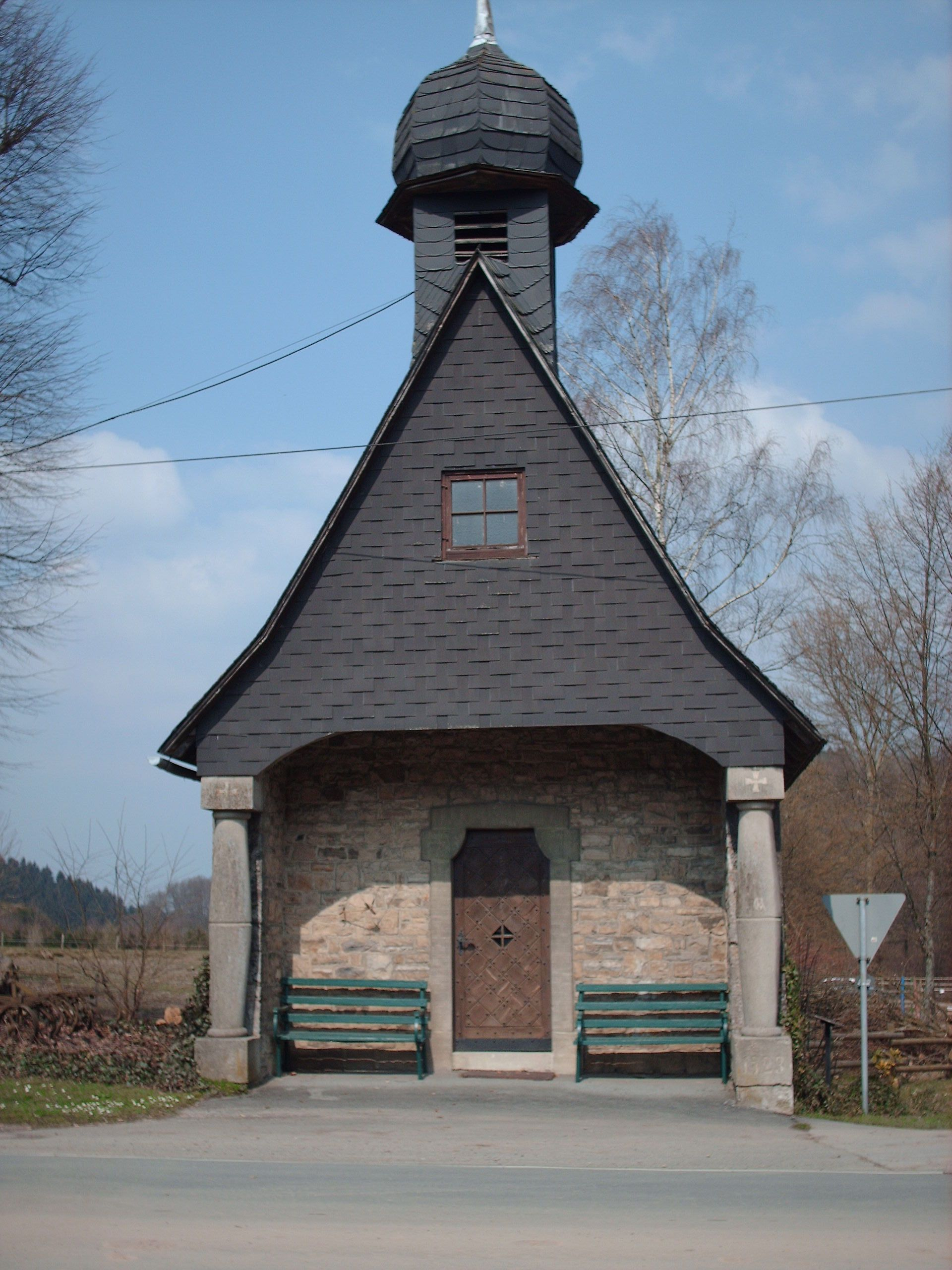
Kapelle in Bönkhausen

Der Ort Bönkhausen gehört zur Stadt Sundern im Hochsauerlandkreis. Bönkhausen liegt im Naturpark Homert an der L842 zwischen Stockum und Endorf. In Bönkhausen leben 23 Einwohner. Der Ort besteht aus sieben Häusern. Vier davon sind Bauernhöfe. Durch Bönkhausen fließt der Bönkhauser Bach.

## Bergbau
Bönkhausen gehörte in der frühen Neuzeit bis ins 19. Jahrhundert hinein zu einem bedeutenden Sauerländer Silber-, Blei- und Eisenerzrevier. Der Bergbau lässt sich urkundlich bis ins Jahr 1450 zurückverfolgen.
Noch heute sind im Gelände umfangreiche Reste des ehemaligen Bergbaues zu erahnen. Der Churfürst-Ernst-Stollen ist der tiefste Stollen im Grubenfeld "Edler Stein". Dieser Stollen ist ein Entwässerungsstollen (Erbstollen). Am Ende des Stollens steht noch heute eine Pumpe, die diesen Schacht entwässert hat. Diese Pumpe wurde über ein Gestänge mit einem Wasserrad vor dem Stollen verbunden. Um zu gewährleisten, dass für dieses Wasserrad auch immer genug Wasser vorhanden war, wurden mehrere Stauteiche angelegt.
Es sind noch zwei andere Stollen vorhanden, die früher mit dem Churfürst-Ernst-Stollen über einen sogenannten Kunstschacht verbunden waren. An der Oberfläche sieht man heute noch eine sehr große Pinge. Außerdem gab es noch das Grubenfeld "Ottilie", "Krähenberg" und "Düthenberg". Mehrere große Halden sind noch im Gebiet vorhanden. Eine dieser Halden ist als Naturschutzgebiet Halden südlich von Bönkhausen ausgewiesen.
Am nördlichen Dorfrand liegt der Bönkhauser See, der früher als Badesee genutzt wurde und aktuell ein Angelgewässer ist.

## Persönlichkeiten
- Meinolf Mertens (1923–2009), Politiker, geboren in Bönkhausen